# Lucius Mummius Achaicus
Lucius Mummius Achaicus was een Romeins militair en politicus uit de 2e eeuw v.Chr.
Mummius behaalde zijn eerste succes, toen hij als praetor in 155 v.Chr. de opstandige Lusitaniërs versloeg in het zuidwesten van Hispania. Het jaar daarna mocht hij daarom een triomftocht houden in Rome.
In 146 v.Chr. werd Mummius tot consul gekozen en kreeg hij het commando in de oorlog tegen de Acheïsche bond. Hij versloeg de Griekse troepen van Kritolaos en Diaios in twee eenvoudige veldslagen. Uit vergelding viel hij daarna de Griekse stad Korinthe binnen, waarbij alle mannelijke inwoners werden gedood en de vrouwen en kinderen als slaaf werden verkocht. Alle standbeelden, schilderijen en overige kunstschatten werden geroofd en mee naar Rome genomen. Een van de oudste Griekse steden werd zo vrijwel geheel vernietigd.
Volgens Mummius voerde hij met de vernietiging van Korinthe een senaatsbesluit uit en moesten de plunderingen door zijn soldaten hem niet aangerekend worden. Hij bleef tot in 145 v.Chr. als proconsul in Griekenland, waar hij de Romeinse provincie Achaea stichtte en een rondreis door het land ondernam.
Bij zijn terugkeer in Rome mocht Mummius nogmaals een triomftocht houden en kreeg het agnomen Achaïcus, wat Veroveraar van Achaea betekent.